# Фрімен Дайсон
Фрімен Дайсон (англ. Freeman Dyson; 15 грудня 1923 — 28 лютого 2020) — фізик-теоретик, відомий завдяки своїм роботам з квантової фізики, ядерної енергетики, фізики твердого тіла, професор Принстонського університету (США). Автор численних праць з космології, філософії та футурології.

## Біографія
Фрімен Дайсон народився у Великій Британії в 1923 році, в містечку Кроуторн графства Беркшир. Був другою дитиною відомого пізніше композитора Джорджа Дайсона. Родина Дайсонів була заможна, у віці 8-ми років Фрімена було віддано на навчання до школи-інтернату Твайфорд. Хлопчик рано проявив інтерес до математики та фантастики. Це зрештою і обумовило його заняття наукою. В 1935 його батька запросили викладати до Вінчестерського коледжу і родина разом з 12-ирічним Фріменом переїхала у Вінчестер.
Початок Другої світової війни Фрімен Дайсон схвалював, симпатизуючи противникам Великої Британії. В 1943 закінчив коледж і вступив до ВПС, де займався обрахунками оптимального розміщення екіпажів літаків. Після війни здобув ступінь бакалавра математики в Кембриджі і в 1947 році перебрався до США, де отримав роботу в Принстонському університеті.
Працюючи над докторською працею, опинився під патронатом фізика Ганса Бете, познайомився з Річардом Фейнманом. У 1949 Фрімен довів міркування Фейнмана щодо його діаграм. У 1950 одружився з математикинею Вереною Губер. В шлюбі з нею народилися двоє дітей: Естер і Джордж.
У 1951 став професором фізики в Корнеллі, при цьому ще не маючи ступеня доктора. В 1953 році Роберт Оппенгеймер запропонував йому довічне призначення в Інституті перспективних досліджень у Принстоні, де працював Альберт Ейнштейн. Молодому вченому було надано цілковиту свободу досліджень. Працював, зокрема, над проєктом створення атомних двигунів для космічних кораблів, брав участь у розробці ядерних реакторів. Був автором праць із квантової електродинаміки, робіт з теорії магнетизму (формалізм спінових хвиль Дайсона), теорії енергетичного спектру ядер (розподіл Дайсона). В 1958 одружився вдруге на атлетці Імме Юнг, яка народила чотирьох дочок: Дороті, Мію, Ребекку та Емілі.
У масовій культурі Дайсон найвідоміший за проєкт розселення квадрильйонів людей у Сонячній системі. Він припустив, що високорозвинені цивілізації у Всесвіті створюють навколо зірок «сфери» (їх називають «сферами Дайсона»), повністю вловлюють їхню енергію, і запропонував шукати братів по розуму за інфрачервоним випромінюванням цих сфер. Ще одна ідея Дайсона — створення методом генної інженерії рослин (дерев Дайсона), які можна використати для вирощування на кометах. Такі рослини могли б брати участь у створенні придатної для дихання людини атмосфери, забезпечуючи таким чином умови для проживання та просування людства за межами Сонячної системи.
Дайсон і його книги ушановані багатьма міжнародними преміями, серед яких Темплтонівська премія за успіхи в дослідженні чи відкритті у духовному житті. В останні роки життя активно популяризував науку, критикував ажіотаж навколо глобального потепління. Був палким прихильником ядерного роззброєння. Вчений активно цікавився проблемою існування позаземних цивілізацій та походження життя. Закінчив викладацьку діяльність у 1994 році. Син Фрімена, Джордж Дайсон, почасти продовжив справу батька, ставши істориком науки. Донька Естер Дайсон — відома консультантка з цифрових технологій і інвесторка.
Помер 28 лютого 2020 року в лікарні біля Принстона в Нью-Джерсі у віці 96-и років унаслідок травм, зазнаних через падіння.

## Провідні ідеї

### Теорія чисел
«Перетворення Дайсона» доводить теорію Олів'є Рамаре, що будь-яке парне число — це сума не більше, ніж 6 простих чисел.

### Біотехнології
Фрімен Дайсон прогнозував у книзі «Сонце, геном і інтернет» (1999), що розвиток біотехнологій зумовить зростання мегаполісів. Створені біоінженерією рослини завдяки фотосинтезу прямо в містах слугуватимуть сировиною для палива чи харчів, тож сільське господарство зникне. На думку Дайсона, в майбутньому використання копалин поступиться використанню спеціально створених рослин або бактерій, здатних видобувати чи синтезувати потрібні людям речовини. Завдяки цьому розподіл ресурсів відбуватиметься раціональніше та справедливіше, що спричинить зменшення соціальної нерівності.

### Астроінженерія
Найвідоміша концепція Фрімена Дайсона, запропонована в 1960 році — це сфера, що оточує зорю й дозволяє збирати енергію її випромінювання. Згідно з його міркуваннями, розвинута цивілізація потребуватиме все більше енергії, головне джерело якої — випромінювання найближчої зорі. Тож цивілізація прагнутиме максимально поглинати її, що можна досягти, оточивши зорю суцільною сферою, яка не пропускатиме випромінювання зорі назовні. Внутрішня поверхня сфери Дайсона може слугувати для проживання та існування штучної біосфери. Ідея, втім, не належала первісно Фрімену Дайсону, він почерпнув її з роману Олафа Стейплдона «Творець зірок» (1937).
Також Дайсон пропонував створення рослин «дерев Дайсона», пристосованих для життя всередині комет. Ростучи у їх внутрішніх просторах, природних чи штучних, рослини формували б всередині атмосферу та загалом середовище, придатне для життя людини. Таким чином космічні тіла можна цілеспрямовано й без постійного втручання людини перетворювати на космічні станції.
Розвиваючи ідею фон Неймана про колонізацію космосу шляхом самовідтворюваних апаратів, Дайсон у книзі «Турбуючи всесвіт» (1979) пропонував використовувати самовідтворювані біоінженерні організми. За його ідеєю, однокілограмові організми, доставлені до місця призначення, могли б розмножуватись, поглинаючи матеріал космічних тіл, щоб створювати середовище, придатне для життя людей.

### Розвиток життя та розуму
Дайсон припускав в 1979 році, що розумні істоти здатні уникнути теплової смерті всесвіту. Діяльність розуму вимагає обчислень, для яких потрібна енергія. Енергетичні ресурси зменшуються логарифмічно, прямуючи до нескінченно малого числа, проте ніколи не вичерпуються цілковито. Тому будь-яке обчислення стає можливим у певний час. Якщо в далекому майбутньому, коли всесвіт охолоне, існуватимуть розумні істоти, їхні думки будуть дуже повільними, розтягуючись у нескінченність, проте сам процес мислення ніколи не припиниться.

## Про Вікіпедію
Навіть у системі з максимальним шумом помилки можна надійно виправляти, передаючи точну інформацію, за умови, що сигнал має достатню надлишковість. Ось так, по суті, працює Вікіпедія. ... Наука це сума великої кількості загадок. Це безупинна суперечка між великим натовпом голосів. Вона більше нагадує Вікіпедію, ніж Енциклопедію Британіку.

## Основні праці
- «Симетричні групи у ядерній фізиці та фізиці часток» (англ. Symmetry Groups in Nuclear and Particle Physics, 1966)
- «Міжзоряний транспорт» (англ. Interstellar Transport, 1968)
- «Турбуючи всесвіт» (англ. Disturbing the Universe, 1979) ISBN 978-0-465-01677-8.
- «Зброя надії» (англ. Weapons and Hope, 1984)
- «Походження життя» (англ. Origins of Life, 1985)
- «Нескінченність в усі напрямки» (англ. Infinite in All Directions, 1988) ISBN 0-14-014482-X
- «Від Еросу до Геї» (англ. From Eros to Gaia, 1992)
- «Вибрані праці Фрімена Дайсона» (до 1990) (англ. Selected Papers of Freeman Dyson, 1996)
- «Уявні світи» (англ. Imagined Worlds, 1997) ISBN 978-0-674-53908-2
- «Сонце, геном і інтернет» (англ. The Sun, the Genome and the Internet, 1999)
- «Важливість бути непередбачуваним» (фр. L'importanza di essere imprevedibile, 2003)
- «Учений як бунтар» (англ. The Scientist as Rebel, 2006)
- «Поглиблена квантова механіка» (англ. Advanced Quantum Mechanics, 2007) ISBN 978-981-270-661-4
- «Різнобарвне скло: роздуми про місце життя у всесвіті» (англ. A Many-Colored Glass: Reflections on the Place of Life in the Universe, 2007)
- «Птахи та жаби: обрані праці 1990—2014» (англ. Birds and Frogs: Selected Papers, 1990—2014, 2015)